# Province de Taroudant
La province de Taroudant est une subdivision à dominante rurale de la région marocaine de Souss-Massa. Elle tire son nom de son chef-lieu, Taroudant.

## Géographie

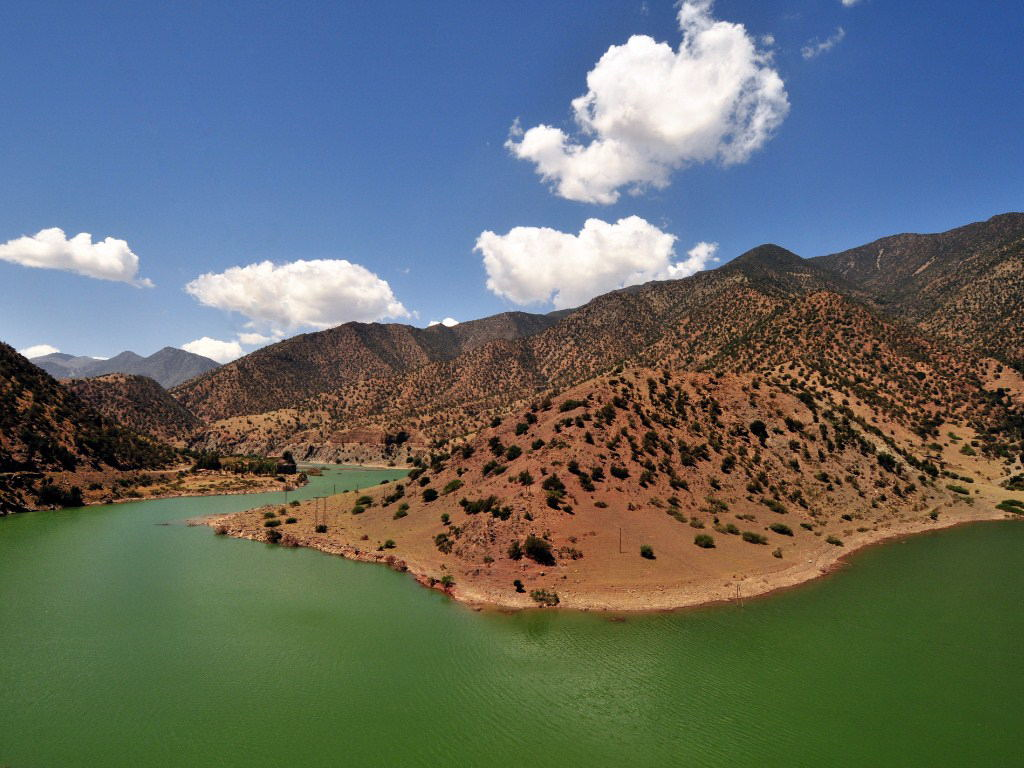
L'oued Souss près de Taroudant

La province de Taroudant est bordée par :
- les provinces d'Essaouira, de Chichaoua et d'Al Haouz au nord ;
- la province de Ouarzazate à l'est ;
- les provinces de Tata et de Tiznit au sud ;
- la province de Chtouka-Aït Baha et les préfectures d'Inezgane-Aït Melloul et d'Agadir Ida-Outanane à l'ouest[4].

Son principal cours d'eau, qui la parcourt d'est en ouest, est l'oued Souss.
Sa population, de 786 661 habitants en 2004, est en majorité rurale (76 %). Deux villes dépassent le seuil des 50 000 habitants : Taroudant (69 489) et Ouled Teima (66 183).

## Découpage administratif

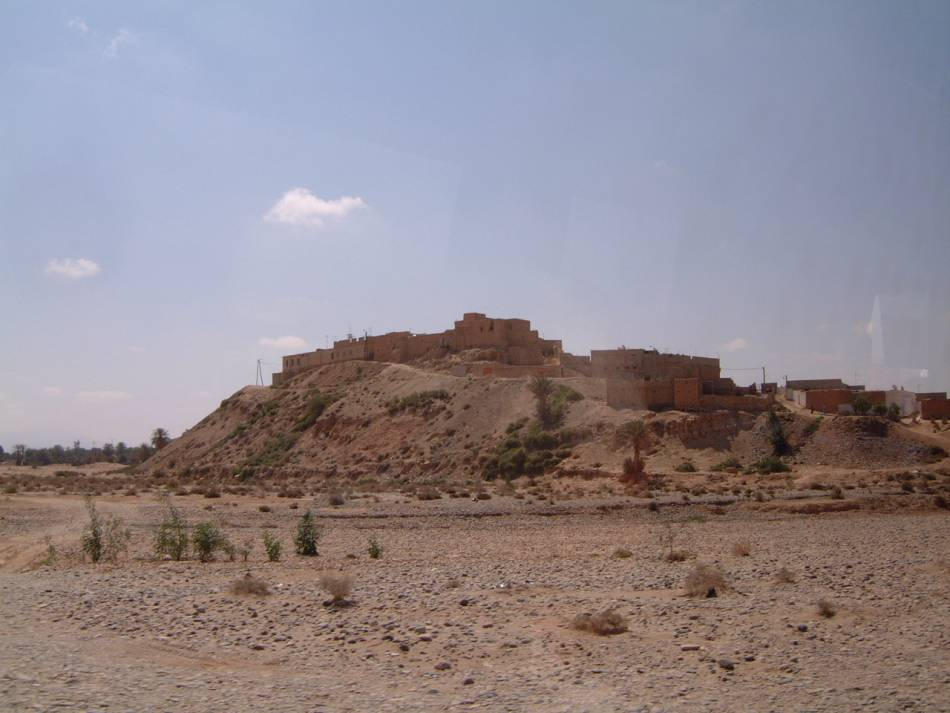
Le village de la commune rurale de Tiout

La province de Taroudant est composée de 89 communes, dont 8 sont des municipalités (ou communes urbaines) : Aït Iaaza, Aoulouz, El Guerdane, Irherm, Oulad Berhil, Oulad Teima, Taliouine et Taroudant.
Les 81 communes rurales restantes sont rattachées à 15 caïdats, eux-mêmes rattachés à 5 cercles :
- cercle d'Irherm :
  - caïdat d'Ait Abdallah : Sidi Mzal, Ait Abdallah, Tuofelaazt, Tabia et Toumliline ;
  - caïdat d'Ilmguert : Imaouen, Tindine, Sidi Boaal, Amalou et Tataoute ;
  - caïdat d'Adas : Azaghar N'irs, Tisfane, Nihit, Oualqadi, Imi N'tayart et Adar ;
- cercle d'Ouled Teima :
  - caïdat d'Argana : Argana, Bigoudine, Talmakante et Imilmaiss ;
  - caïdat d'Ain Chaib : Sidi Boumoussa, Issen, Sidi Ahmed Ou Amar, Lagfilat, Sidi Moussa Lhamri, Eddir et Ahl Ramel ;
  - caïdat d'Oulad M'hella : Assads, Tidsi-Nissendalene, El Koudia El Beida, Lakhnafif, Machraa El Ain et Lamhadi ;
- cercle de Taroudant : 
  - caïdat de Tamaloukte :  Tamaloukte, Imoulass, Tafraouten et Ait Makhlouf ;
  - caïdat d'Ahmar : Ahmar Laglalcha, Lamnizla, Zaouia Sidi Tahar et Ida Ou Moumen ;
  - caïdat de Freija : Sidi Dahmane, Sidi Borja, Freija, Tazemmourt, Bounrar, Tiout, Sidi Ahmed Ou Abdellah et Ait Igas ;
- cercle d'Oulad Berhil : 
  - caïdat de Sidi Abdellah Ou Moussa : Arazane, Toughmart, Igoudar Mnabha, Tinzart et Lamhara ;
  - caïdat d'Igli : Igli, Oulad Aissa, Ida Ou Ghailal et Sidi Abdellah Ou Said ;
  - caïdat de Tafingoult : Talgjount, Tizi N'Test, Ouneine, Tafingoult, Sidi Ouaaziz et Tigouga ;
  - caïdat d'El Faid : Ida-Ougoummad, El Faid, Tisrasse et Ouzioud ;
- cercle de Taliouine :
  - caïdat d'Askaouen : Toubkal, Ahl Tifnoute, Iguidi, Taouyalte et Askaouen ;
  - caïdat de Saktana : Azrar, Agadir Melloul, Tizgzaouine, Sidi Hsaine, Tassousfi, Assaisse, Zagmouzen et Assaki[1].